# Fäbodtjärnen (Gideå socken, Ångermanland)
Fäbodtjärnen är en sjö i Örnsköldsviks kommun i Ångermanland och ingår i Gideälvens huvudavrinningsområde.